# Endgame (böcker)
För andra betydelser, se Endgame.
Endgame är en bok i två volymer av författaren Derrick Jensen. I volym ett The Problem of Civilization, börjar han med att ställa upp ett antal provokativa premisser, förutsättningar, som sedan styr diskursen i resten av boken. Dessa premisser tar avstånd från den industriella och kapitalistiska samhällets, som Jensen ser det, sätt att betrakta världen. Han argumenterar bland annat för att använda sig av direkt aktion och sabotage för att skydda naturen och oss själva och hans filosofi går i mycket ut på att börja betrakta oss själva som delar av den ekologiska väven, istället för något skiljt ifrån den. 
I volym två, Resistance, går han närmare in på exakt hur man skulle kunna göra motstånd. Han visar på verkliga fysiska problem och hur man bekämpar dem. Han återkommer exempelvis flera gånger till USA:s dammar och hur de förstör livet för laxbestånden och alla de arter som är beroende av dessa och han filosoferar kring olika sätt att riva dammarna.

## Premisserna från Endgame
- Premiss Ett: Civilisationen är inte och kan aldrig bli hållbar. Detta gäller särskilt den industriella civilisationen.

- Premiss Två: Traditionella samhällen ger eller säljer sällan frivilligt resurserna de lever av förrän dessa samhällen krossats. Inte heller låter de gärna sina land bli förstörda så att andra resurser – guld, olja, och så vidare – kan utvinnas. Det medför att de som vill åt resurserna gör vad som helst för att krossa de traditionella samhällena.

- Premiss Tre: Vårt sätt att leva – den industriella civilisationen – baseras på och skulle kollapsa väldigt snabbt utan ständigt och utbrett våld.

- Premiss Fyra: Civilisationen baseras på en klart definierad och vida accepterad men dock ändå oartikulerad hierarki. Våld från de högre upp i hierarkin mot de lägre ner är nästan alltid osynligt, det går förbi obemärkt. När det märks, anses det helt i sin ordning. Våld utfört av de lägre ner i hierarkin mot de högre upp är otänkbart och när det ändå inträffar anses det chockerande och fasansfullt och fokus läggs på offren.

- Premiss Fem: Den egendom som ägs av de högre upp i hierarkin är mer värd än de lägres liv. Det är acceptabelt för de högre upp att öka mängden egendom de kontrollerar – i dagligt tal kallas det att tjäna pengar – genom att förstöra eller ta livet av de under dem. Detta kallas produktion. Om de lägre ner förstör de högres egendom, får de högre döda eller på andra sätt krossa de lägre. Detta kallas rättvisa.

- Premiss Sex: Civilisationen kan inte återkallas. Denna kultur kommer aldrig frivilligt genomgå någon som helst förändring till en vettigt och hållbart sätt att leva. Om vi inte sätter stopp för den, kommer civilisationen fortsätta lämna majoriteten av mänskligheten i misär och bryta ner planeten tills den (civilisationen och förmodligen hela planeten) kollapsar. Effekten av denna nedbrytning kommer att fortsätta skada människor och icke-människor lång tid framöver.

- Premiss Sju: Ju längre vi väntar på att civilisationen ska krascha – eller ju längre vi själva river ner den – desto stökigare blir kraschen och desto värre blir det för de människor och icke-människor som lever när det händer och för de som kommer efter oss.

- Premiss Åtta: Naturens behov är viktigare än det ekonomiska systemets behov.

- Ett annat sätt att uttrycka Premiss Åtta: Ett ekonomiskt system som inte gynnar de naturliga samhällena som de grundar sig på är ohållbart, omoraliskt och puckat. Hållbarhet, moral och intelligens (såväl som rättvisa) fordrar en avveckling av all sådana ekonomiska eller sociala system, eller åtminstone vägrar att låta det förstöra landbasen.

- Premiss Nio: Fastän det helt klart kommer att finnas långt färre människor än det gör nu, så finns det många sätt som reduktionen kan inträffa (eller uppnås, beroende på hur passiva eller aktiva vi är under omvandlingen). Vissa av dessa sätt kommer präglas av extremt våld och nöd: kärnvapnens ragnarök, till exempel, skulle reducera både folkmängd och konsumtion, fast göra det på ett skrämmande sätt; detsamma gäller för ett fortsatt överutnyttjande av resurserna, följt av kraschlandning. Andra sätt skulle kunna präglas av mindre våld. Ser man dock till den grad av våld som vår kultur riktar mot både människor och natur, så är det inte möjligt att tala om reduktioner av folkmängd och konsumtion som inte inbegriper våld och nöd. Inte för att reduktionen själv nödvändigtvis inbegriper våld, utan för att våld och nöd blivit det självklara. Men det finns ändå sätt att reducera folkmängd och konsumtion, som även om de är våldsamma skulle minska den nödvändiga nivån av våld för att föra över (oftast påtvingat) resurser från de fattiga till de rika och som självklart också skulle bidra till en minskning av det nuvarande våldet mot naturen. Personligen och kollektivt skulle vi kanske kunna minska och också mjuka upp våldets karaktär som äger rum under denna långsiktiga förändring. Eller så kan vi inte det. Men så mycket är säkert: Om vi inte agerar aktivt – om vi inte pratar om vår besvärliga situation och vad vi ska göra åt den – så kommer våldet säkerligen vara ännu hårdare och nöden ännu mer extrem.

- Premiss Tio: Kulturen som helhet och de flesta av dess medlemmar är galna. Kulturen drivs av en dödslängtan, en längtan efter att förgöra liv.

- Premiss Elva: Redan från början har denna kultur – civilisationen – varit en ockupationskultur.

- Premiss Tolv: Det finns inga rika människor i världen och det finns inga fattiga. Det finns bara människor. De rika har kanske massvis med gröna papperslappar som de kanske låtsas är värda något – eller så kanske deras förmodade rikedomar är ännu mer abstrakta: siffror på hårddiskar på banker – och de fattiga kanske inte har det. De "rika" hävdar att de äger land och de fattiga nekas ofta samma hävd. En av de viktigaste syftena med polisen är att upprätthålla illusionen för de med massvis med gröna papperslappar. De som är utan gröna papperslappar luras ofta av dessa illusioner lika snabbt och fullständigt som de som har. Dessa illusioner för med sig extrema konsekvenser för den riktiga, naturliga världen.

- Premiss Tretton: De mäktiga styr med våld och ju förr vi bryter oss ur föreställningen om motsatsen, desto snabbare kan vi fatta rimliga beslut om ifall, när och hur vi ska göra motstånd.

- Premiss Fjorton: Från födelsen – och förmodligen från befruktningen, men jag vet inte hur jag ska kunna bevisa det – blir vi individuellt och kollektivt socialiserade till att hata livet, hata naturen, hata det vilda, hata vilda djur, hata kvinnor, hata barn, hata våra kroppar, hata och frukta våra känslor, hata oss själva. Om vi inte hatade världen, skulle vi inte tillåta att den förstördes framför våra ögon. Om vi inte hatade oss själva, skulle vi inte tillåta att våra hem – och våra kroppar – blir förgiftade.

- Premiss Femton: Kärlek förutsätter inte pacifism.

- Premiss Sexton: Den fysiska världen är viktigast. Det betyder inte att själen inte finns, eller att den fysiska världen är den enda som existerar. Det betyder att själen blandas med köttet. Det betyder också att handlingar i den riktiga världen får konsekvenser i den riktiga världen. Det betyder att vi inte kan förlita oss på att Jesus, Jultomten, Moder Jord eller ens Påskharen, kan rädda oss ur den här röran. Det betyder att den här röran verkligen är en röra och inte att det bara är gud som lyfter på ögonbrynen. Det betyder att vi måste bemöta den här röran själva. Det betyder att den tid vi är här på Jorden – oavsett om vi hamnar någon annanstans när vi dör och oavsett om vi är dömda eller belönade till att leva här – så är Jorden poängen. Den är det viktigaste. Den är vårt hem. Den är allt. Det är fånigt att tro eller agera eller bete sig som om denna värld inte vore på riktigt eller viktig. Det är fånigt och patetiskt att inte leva som om våra liv vore verkliga.

- Premiss Sjutton: Det är ett misstag (eller snarare ett förnekande) att grunda våra beslut på huruvida vi tror att våra handlingar kommer skrämma stugsittarna eller befolkningen i stort.

- Premiss Arton: Vår nuvarande uppfattning av vårt jag är inte mer hållbar än vårt nuvarande bruk av energi eller teknologi.

- Premiss Nitton: Kulturens övergripande problem är tron att det är försvarbart att kontrollera och missbruka naturen.

- Premiss Tjugo: I den här kulturen är det ekonomi – inte samhällens välmående, inte moral, inte etik, inte rättvisa, inte livet självt – som driver fram sociala beslut.

- Modifikation av Premiss Tjugo: Sociala beslut grundas främst (och oftast enbart) på huruvida dessa beslut kommer öka rikedomen hos beslutsfattarna och deras uppdragsgivare.

- Ytterligare en modifikation av Premiss Tjugo: Sociala beslut grundas främst (och oftast enbart) på huruvida dessa beslut kommer öka makten hos beslutsfattarna och deras uppdragsgivare.

- Ytterligare en modifikation av Premiss Tjugo: Sociala beslut grundas främst (och oftast enbart) på den nästan aldrig ifrågasatta övertygelsen att beslutsfattarna och deras uppdragsgivare har rätt att öka sin makt och sin rikedom på bekostnad av de under dem.

- Ytterligare en modifikation av Premiss Tjugo: Om du skulle gräva dig ner till hjärtat av det hela - om det nu finns något hjärta kvar - skulle du upptäcka att sociala beslut grundas på hur bra dessa beslut gynnar kontrollen och förstörelsen av den vilda naturen.